# جاکومو دی دوناتو
جاکومو دی دوناتو (انگلیسی: Giacomo Di Donato؛ زادهٔ ۸ فوریهٔ ۱۹۸۸) بازیکن فوتبال اهل ایتالیا است.
از باشگاه‌هایی که در آن بازی کرده‌است می‌توان به باشگاه فوتبال کیه‌وو ورونا و باشگاه فوتبال ویچنزا اشاره کرد.